# Brain, Behaviour and Immunity
Brain, Behaviour and Immunity, abgekürzt Brain Behav. Immun., ist eine wissenschaftliche Fachzeitschrift, die vom Elsevier-Verlag veröffentlicht wird. Sie ist eine offizielle Zeitschrift der Psychoneuroimmunology Research Society und erscheint mit acht Ausgaben im Jahr. Es werden Arbeiten veröffentlicht, die sich mit dem Gebiet der Immunologie und der Neurowissenschaften beschäftigen.
Der Impact Factor lag im Jahr 2014 bei 5,889. Nach der Statistik des ISI Web of Knowledge wird das Journal mit diesem Impact Factor in der Kategorie Immunologie an 20. Stelle von 148 Zeitschriften und in der Kategorie Neurowissenschaften an 28. Stelle von 252 Zeitschriften geführt.